# VSD Rangers 2018
Questa voce raccoglie le informazioni riguardanti i VSD Rangers nelle competizioni ufficiali della stagione 2018.

## Divízió II 2018

### Stagione regolare
| Dunakeszi 18 marzo 2018, ore 15:00 1ª giornata | VSD Rangers | 33 – 0 | Jászberény Wolverines | Magyarság Sportpálya Dunakeszi |

| Dunakeszi 15 aprile 2018, ore 15:00 3ª giornata | VSD Rangers | 21 – 26 | Boda Troopers | Magyarság Sportpálya Dunakeszi |

| Tatabánya 28 aprile 2018, ore 16:00 4ª giornata | Tatabánya Mustangs | 26 – 21 | VSD Rangers | Olimpikon úti műfüves sportpálya |

| 12 maggio 2018 6ª giornata | Miskolc Steelers 2 | 6 – 15 | VSD Rangers |  |

| Dunakeszi 27 maggio 2018, ore 15:00 7ª giornata | VSD Rangers | 12 – 41 | Eger Heroes | Magyarság Sportpálya Dunakeszi |

| Budapest 24 giugno 2018, ore 15:00 10ª giornata | Budapest Wolves 2 | 19 – 7 | VSD Rangers | Sport13 |

## Statistiche di squadra
| Competizione      | %Vittorie | In casa | In casa | In casa | In casa | In casa | In casa | In trasferta | In trasferta | In trasferta | In trasferta | In trasferta | In trasferta | Totale | Totale | Totale | Totale | Totale | Totale |
| Competizione      | %Vittorie | G       | V       | N       | P       | Pf      | Ps      | G            | V            | N            | P            | Pf           | Ps           | G      | V      | N      | P      | Pf     | Ps     |
| ----------------- | --------- | ------- | ------- | ------- | ------- | ------- | ------- | ------------ | ------------ | ------------ | ------------ | ------------ | ------------ | ------ | ------ | ------ | ------ | ------ | ------ |
| Stagione regolare | .333      | 3       | 1       | 0       | 2       | 66      | 67      | 3            | 1            | 0            | 2            | 43           | 51           | 6      | 2      | 0      | 4      | 109    | 118    |
| Totale            | .333      | 3       | 1       | 0       | 2       | 66      | 67      | 3            | 1            | 0            | 2            | 43           | 51           | 6      | 2      | 0      | 4      | 109    | 118    |